# Kalbelesee
Der Kalbelesee ist ein natürlicher Hochgebirgssee am Hochtannbergpass im Gemeindegebiet von Warth im österreichischen Bundesland Vorarlberg. Als alpiner See liegt der Kalbelesee wenige Meter neben der über den Hochtannbergpass führenden Bregenzerwaldstraße zwischen Schröcken und Warth auf etwa 1653 m ü. A. und ist ein beliebtes Ausflugsziel.
Der See hat eine Fläche von ca. 2,4 Hektar und eine maximale Wassertiefe von ca. 4,5 Meter. Einige Meter südwestlich des Kalbelesees befindet sich mit dem Körbersee ein weiterer alpiner Kleinsee. Durchflossen wird der See vom Seebach.

## Name
Im Franziszeischen Kataster, ein Liegenschaftskataster, der von 1810 bis 1870 erstellt wurde, ist der Kalbelesee als Körbersee bezeichnet. Er ist in etwa dieselbe Größe wie heute eingezeichnet.
Der Kalbelesee soll seinen Namen von einer Sage haben. Danach soll ein Bauer ein schönes Kalb so verehrt haben, dass er es wie einen Menschen am Seebach taufen ließ. Wegen seiner Arroganz tat sich die Erde auf, und verschlang das Kalb mitsamt dem Bauern. Die entstandene Grube habe sich anschließend mit Wasser gefüllt und so sei der Kalbelesee entstanden.

## Flora
Der Kalbelesee ist im Rahmen des Biotopinventar Vorarlberg als schützenswertes Biotop ausgewiesen. 
Im See wächst das stark gefährdete Langblättrige Laichkraut, das Moos Calliergon giganteum und Armleuchteralgen (Chara sp). An seinem Ufer wächst ein ausgedehntes Schnabel-Seggenried  (Caricetum rostratae). Daneben gibt es auch Moore dominiert von der Rasenbinse. Ferner gibt es Steif-Seggen, Braun-Seggen, Schlamm-Seggen und  Davalls Segge.